# Göta livgardes marsch
"Kungliga Göta livgardes marsch", även känd som Ryska grenadjärerregementets "Konung Fredrik Wilhelm III av Preussen" marsch, var, som det svenska namnet antyder, marsch för Göta livgarde (I 2 och senare P 1).

## Historik
Intet mycket är känt om marschen, som dess upphovsman har i Sverige en person med namnet J.W. Schubert angivits men vem detta skulle vara är oklart och på annat håll anges ingen upphovsman alls.
Även året som den skrevs är okänt men det bör vara senast 1843 eftersom den då infördes i den preussiska armémarschsamlingen med beteckningen AM II, 123. Den kom då från Sankt Petersburg där den varit marsch för det ryska grenadjärregementet Konung Fredrik Vilhelm III av Preussen.
Till Sverige kom marschen troligtvis samma år då den 1858 återfinns i Frans Sjöbergs partiturbok under titeln "Andra LifGardets Defilad Marsch 1843". Den var marsch åt Göta livgarde (I 2), (tidigare Andra livgardet) från 1843 till dess nedläggning 1939 och för Göta pansarlivgarde (P 1), från 1943 till dess indragning 1980.
Den har även tjänat som marsch för Första livgrenadjärregementet 1845-1870 och 1893-1927, Livgrenadjärregementet (I 4), tillsammans med "Er lebe hoch!" 1933-1953, för Gotlands infanteriregemente (I 27), 1898-1905 (c:a) samt för Östra arméfördelningen (4. förd), 1993 till dess nedläggning 2000.